# Тувалькіно
Тува́лькіно (рос. Тувалькино, чув. Тăвальушкăнь Ялтăра) — присілок у складі Вурнарського району Чувашії, Росія. Входить до складу Азімсірминського сільського поселення.
Населення — 154 особи (2010; 162 у 2002).
Національний склад:
- чуваші — 98 %